# Grand Prix Portugalska 1959
Grand Prix Portugalska 1959 (oficiálně VIII Portuguese Grand Prix) se jela na okruhu Monsanto v Lisabonu v Portugalsku dne 23. srpna 1959. Závod byl sedmým v pořadí v sezóně 1959 šampionátu Formule 1.

## Kvalifikace
| Poř.   | No. | Jezdec                 | Konstruktér     | Čas    | Ztráta |
| ------ | --- | ---------------------- | --------------- | ------ | ------ |
| 1      | 4   | Stirling Moss          | Cooper-Climax   | 2:02.9 | —      |
| 2      | 1   | Jack Brabham           | Cooper-Climax   | 2:04.9 | +2.0   |
| 3      | 2   | Masten Gregory         | Cooper-Climax   | 2:06.3 | +3.4   |
| 4      | 5   | Maurice Trintignant    | Cooper-Climax   | 2:07.4 | +4.5   |
| 5      | 7   | Jo Bonnier             | BRM             | 2:07.9 | +5.0   |
| 6      | 16  | Dan Gurney             | Ferrari         | 2:08.0 | +5.1   |
| 7      | 15  | Phil Hill              | Ferrari         | 2:08.1 | +5.2   |
| 8      | 3   | Bruce McLaren          | Cooper-Climax   | 2:08.2 | +5.3   |
| 9      | 6   | Harry Schell           | BRM             | 2:09.1 | +6.2   |
| 10     | 14  | Tony Brooks            | Ferrari         | 2:11.0 | +8.1   |
| 11     | 8   | Ron Flockhart          | BRM             | 2:11.2 | +8.3   |
| 12     | 10  | Roy Salvadori          | Aston Martin    | 2:13.3 | +10.4  |
| 13     | 9   | Carroll Shelby         | Aston Martin    | 2:13.6 | +10.7  |
| 14     | 18  | Mário de Araújo Cabral | Cooper-Maserati | 2:15.3 | +12.4  |
| 15     | 11  | Graham Hill            | Lotus-Climax    | 2:15.6 | +12.7  |
| 16     | 12  | Innes Ireland          | Lotus-Climax    | 2:18.5 | +15.6  |
| Zdroj: |     |                        |                 |        |        |

## Závod
| Poř.   | No. | Jezdec                 | Konstruktér     | Počet kol | Čas/Odstoupení | Pořadí na startu | Body |
| ------ | --- | ---------------------- | --------------- | --------- | -------------- | ---------------- | ---- |
| 1      | 4   | Stirling Moss          | Cooper-Climax   | 62        | 2:11:55.41     | 1                | 9    |
| 2      | 2   | Masten Gregory         | Cooper-Climax   | 61        | + 1 kolo       | 3                | 6    |
| 3      | 16  | Dan Gurney             | Ferrari         | 61        | + 1 kolo       | 6                | 4    |
| 4      | 5   | Maurice Trintignant    | Cooper-Climax   | 60        | + 2 kola       | 4                | 3    |
| 5      | 6   | Harry Schell           | BRM             | 59        | + 3 kola       | 9                | 2    |
| 6      | 10  | Roy Salvadori          | Aston Martin    | 59        | + 3 kola       | 12               |      |
| 7      | 8   | Ron Flockhart          | BRM             | 59        | + 3 kola       | 11               |      |
| 8      | 9   | Carroll Shelby         | Aston Martin    | 58        | + 4 kola       | 13               |      |
| 9      | 14  | Tony Brooks            | Ferrari         | 57        | + 5 kol        | 10               |      |
| 10     | 18  | Mário de Araújo Cabral | Cooper-Maserati | 56        | + 6 kol        | 14               |      |
| Ret    | 3   | Bruce McLaren          | Cooper-Climax   | 38        | Řazení         | 8                |      |
| Ret    | 1   | Jack Brabham           | Cooper-Climax   | 23        | Kolize         | 2                |      |
| Ret    | 7   | Jo Bonnier             | BRM             | 10        | Motor          | 5                |      |
| Ret    | 15  | Phil Hill              | Ferrari         | 5         | Nehoda         | 7                |      |
| Ret    | 11  | Graham Hill            | Lotus-Climax    | 5         | Nehoda         | 15               |      |
| Ret    | 12  | Innes Ireland          | Lotus-Climax    | 3         | Převodovka     | 16               |      |
| Zdroj: |     |                        |                 |           |                |                  |      |

Poznámky
1. ↑  Stirling Moss získal jeden bod za zajetí nejrychlejšího kola.

## Průběžné pořadí po závodě
Pohár jezdců
|        | Pořadí | Jezdec              | Body |
| ------ | ------ | ------------------- | ---- |
|        | 1      | Jack Brabham        | 27   |
|        | 2      | Tony Brooks         | 23   |
| 3      | 3      | Stirling Moss       | 17,5 |
| 1      | 4      | Phil Hill           | 13   |
|        | 5      | Maurice Trintignant | 12   |
| Zdroj: |        |                     |      |

Pohár konstruktérů
|        | Pořadí | Konstruktér   | Body    |
| ------ | ------ | ------------- | ------- |
|        | 1      | Cooper-Climax | 34 (37) |
|        | 2      | Ferrari       | 28      |
|        | 3      | BRM           | 18      |
|        | 4      | Lotus-Climax  | 3       |
| Zdroj: |        |               |         |